# Banco Caja Social
Die Banco Caja Social (deutsch Bank Sozialkasse) ist ein kolumbianisches Kreditinstitut und ein Mehrheitsaktionär der Fundación Social, einer gemeinnützigen sozialen Stiftung Kolumbiens.

## Leistungen
Banco Caja Social leistet seit dem Jahr 1911 Finanzdienstleistungen für die unteren Einkommenssegmente der kolumbianischen Bevölkerung und ist auch ein Anbieter von Mikrokrediten für Kleinstunternehmen sowie kleine und mittlere Unternehmen und dem Immobiliensektor. Banco Caja Social verfügt über 2,3 Millionen aktive Kunden und ist in 69 Gemeinden des Landes präsent; mit 268 Filialen und eigenen Geldautomaten. Das Gesamtvermögen des Unternehmens beläuft sich auf fast 13,6 Milliarden US-Dollar (2018). Mit ihren Aktivitäten trägt sie dazu bei, die strukturellen Ursachen der Armut in Kolumbien zu überwinden, das bedeutet vor allem eine Stärkung benachteiligter Frauen und ihrer Familien. In Kolumbien leben mehr als zwei Millionen Landfrauen und Familien in Prekarität.

## Aufgaben
Neben den Finanzdienstleistungen bietet die Banco Caja Social außerdem die Produktion von Waren (u. a. Reinigungs- und Lebensmittel) sowie Dienstleistungen im ländlichen Tourismus an. So werden die strategischen Bedürfnisse und die Entwicklung der Gesellschaft, unter Einbeziehung volkstümlicher Bereiche, welche nicht vom traditionellen Warenangebot berücksichtigt werden, berücksichtigt. Ziel der Bank ist Generierung von Wohlstand, u. a. mit dem Traum vom eigenen Dach, durch aktive Beteiligung am Aufbau und Lösung der wichtigsten sozialen Probleme, die das Gemeinwohl betreffen.